# 涅如堆乡
涅如堆乡（藏語：ཉེ་རུ་སྟོད，威利转写：nye-ru-stod），是中华人民共和国西藏自治区日喀则市康马县下辖的一个乡镇级行政单位。

## 行政区划
涅如堆乡下辖以下地区：
地埋村、论村、乃龙村、色休村、达凯村、贡巴村、直村和日果村。